# Casa Mestre (la Vall de Boí)
La Casa Mestre és una casa de Boí al municipi de la Vall de Boí (Alta Ribagorça) inclosa a l'Inventari del Patrimoni Arquitectònic de Catalunya.

## Descripció
Antiga casa pagesa composta per l'edifici de l'habitatge i el del paller i corts, molt transformada en èpoques diferents.
L'edifici de l'habitatge, de planta rectangular, té baixos, actualment ocupats per un comerç, dos pisos i golfes sota una coberta a dos vessants. Les façanes tenen un estuc de calç en bastant mal estat i a la part baixa de la façana sud s'hi poden veure restes d'un possible pany de muralla.
L'edifici del paller, de planta baixa i un pis, ha sigut sobrealçat sense afegir nous pisos. Té les façanes de maçoneria amb el portal i la finestra propis de la cort i el paller. Les cobertes han estat refetes amb pissarra de tall regular.